# 羅德·席爾瓦 (商人)
羅德·席爾瓦（英語：Rod Silva；1972年—），是美國一名餐饮家，他代表營養黨參選2016年美國總統選舉。

## 背景
席爾瓦在新澤西州紐華克出生，是一位巴西移民的兒子。他在1995年創立肌肉製作燒烤（Muscle Maker Grill）餐廳，旨在提供健康的快餐替代品。這一間快速休閒餐廳2007年成為加盟連鎖品牌。

## 競逐美國總統
新泽西州皮斯卡特维居民席爾瓦於2015年10月20日提交了美國總統候選人資格聲明書 。根據他的競選網站，他的平台「將重點關注首先解決在美國國內發生的嚴重問題，例如增加的肥胖率、糖尿病、高血壓、膽固醇和其他健康相關的併發症——所有這些都是由於飲食選擇不當造成的」。
他只在科羅拉多州列入選票。截至2016年10月，在科羅拉多州的選票中他的副總統競選拍檔為理查德·席爾瓦（Richard Silva）。

## 外部連結
- 羅德·席爾瓦總統競選網站
- 肌肉製作燒烤官方網站 （页面存档备份，存于）